# 平尾勝司
平尾 勝司（ひらお かつじ 1943年〈昭和18年〉 - 2002年〈平成14年〉3月）は長崎県出身の日本の柔道家。階級は中量級(80kg級)。

## 経歴・人物
西海高校時代はインターハイ重量級で2位になった。
天理大学に進学すると、全日本学生柔道優勝大会で2度3位となった。
1965年の全日本学生柔道選手権大会中量級では決勝で関西大学の丸木英二に優勢負けして2位にとどまった。
卒業後は長崎県警所属となると、全国警察柔道選手権大会で優勝を飾った。
その後、佐世保北高校教員になると、1968年の選抜体重別中量級では福岡工業大学の園田勇を破り優勝を飾った。
1969年の選抜体重別では園田に敗れて2位だった。
続く世界選手権では、準決勝で天理大学の後輩となる韓国の呉勝立を体落で破るものの、決勝では再び園田に敗れて2位にとどまった。
引退後は長崎市内にある「養心会」で師範を務めていたが、2002年3月に死去した。享年58。
2020年東京オリンピック柔道男子81kg級金メダリストの永瀬貴規は大甥にあたる。

## 主な戦績
- 1962年 -　インターハイ　重量級　2位
- 1965年 -　全日本学生柔道優勝大会　3位
- 1965年 -　全日本学生柔道選手権大会　中量級　2位
- 1966年 -　全日本学生柔道優勝大会　3位
- 1967年 -　全国警察柔道選手権大会　優勝
- 1968年 -　選抜体重別　中量級　優勝
- 1969年 -　選抜体重別　中量級　2位
- 1969年 -　世界選手権　中量級　2位